# جو پاولسکی
جو پاولسکی (انگلیسی: Joe Pavelski؛ زادهٔ ۱۱ ژوئیهٔ ۱۹۸۴) بازیکن هاکی روی یخ اهل ایالات متحده آمریکا است.